# После мрака свет
«После мрака свет» (лат. Post Tenebras Lux) — полнометражный драматический фильм мексиканского кинорежиссёра Карлоса Рейгадаса, вышедший в 2012 году. Название фильма происходит от латинского изречения Post tenebras lux.
Фильм участвовал в конкурсе Каннского кинофестиваля 2012 года и был удостоен приза за лучшую режиссуру, однако в целом встретил смешанные отзывы.

## Сюжет
Сюжет фильма фрагментарен: основную часть составляют сцены из жизни семьи Хуана и Наталии, однако они перемежаются сценами, не связанными сюжетно с основной линией (светящаяся фигура рогатого дьявола с чемоданчиком входит в дом, английские школьники играют в регби, юноша и девушка охотятся на уток и пр.).
Хуан с женой Наталией и двумя маленькими детьми Элеасаром и Рут переезжают жить в сельскую местность в горах Мексики. Они живут в большом доме и наслаждаются жизнью, вместе с тем у них накапливаются проблемы. Хуан увлечён собаками, в доме из несколько, однако он жестоко обращается с ними в случае непослушания. Между ним и Наталией намечается разлад. Он знакомится с парнем по имени Седьмой, бывшим вором и пьяницей, от которого ушла жена с детьми; теперь он занимается рубкой деревьев. Седьмой приводит Хуана в сельский клуб анонимных алкоголиков в лесной хижине. Хуан признаётся седьмому, что не может отказаться от постоянного просмотра порнографии. В одном из флэшбеков Хуан и Наталия во Франции приходят в сауну, где множество залов, названных по имени философов. В зале Дюшана Наталия отдаётся другому мужчине на глазах нескольких людей, в том числе Хуана. Однажды, выехав из дома с семьёй, Хуан вынужден вернуться за забытой детской коляской, при этом он обнаруживает, что в доме кто-то есть. Он застаёт Седьмого с приятелем за кражей компьютеров. Считая, что Хуан выдаст их, Седьмой ранит его из пистолета. Хуан не сообщает в полицию, Наталия ухаживает за ним дома. Однако ему становится хуже и он, по-видимому, умирает, подпевая Наталии их любимую песню Нила Янга «Its a dream». К Седьмому возвращается жена с детьми, однако, придя в очередной раз домой, он видит, что их нет. Он выходит на открытое место с видом на лес, в разных местах которого у него на глазах падают сосны. Он хватает себя за голову и отрывает её, падая замертво. Начинается дождь.

## В ролях
- Адольфо Хименес Кастро — Хуан
- Наталиа Асеведо — Наталия
- Рут Рейгадас — Рут
- Элеасар Рейгадас — Элеасар
- Виллебальдо Торрес — Седьмой

## Отзывы
Фильм получил преимущественно смешанные отзывы. Так, на агрегаторе Rotten Tomatoes его уровень одобрения составляет 53 % на основе 60 рецензий, на Metacritic оценка составила 70 из 100 на основе 20 критических отзывов.
Критики отмечали технические особенности съёмок, а также неканонический характер повествования. Так, Владимир Ляшенко замечает, что «в половине сцен и без того непривычно узкий средний формат почти квадратной картинки усугубляется использованием „рыбьего глаза“: сфокусированное в центре изображение двоится и расплывается окружностью по краям кадра».
Ярослав Забалуев, оценив фильм на 6 из 10, отметил, что «рассказ получился настолько акварельным, что никто не может быть точно уверен, правильно ли он выстроил из бесконечных флэшбеков цепь событий и верно ли вообще понял режиссерскую мысль». Елена Плахова называет фильм «стопроцентно поэтическим кино образов, в котором сюжет условен, а спектр интерпретации весьма широк». По её мнению, в фильме «прошлое, будущее, настоящее, сны и фантазии соединены не хронологической и не интерпретирующей связью, а сюрреалистической логикой монтажа». Андрей Плахов указывает на то, что новый фильм режиссёра характерен для его стиля, поскольку «Рейгадас делает кино, в котором ослаблены, практически ампутированы повествовательные позвонки — кино, которое ближе поэзии и живописи».